# Le Grand Blond avec une chaussure noire
Le Grand Blond avec une chaussure noire is een Franse film van Yves Robert die werd uitgebracht in 1972.
Het scenario is gebaseerd op de roman La Cinquième Corde (1971) van Igal Shamir.

## Verhaal
Kolonel Milan ambieert de post van kolonel Toulouse, zijn overste bij de Franse geheime diensten. Hij wil Toulouse in diskrediet brengen met een mol. Toulouse doorziet Milans intriges echter en wil definitief van hem af, door Milan op zijn beurt in diskrediet te brengen. Hij heeft alleen maar een nobele onbekende nodig en hij zal Milan dan wijsmaken dat die een vervaarlijke geheimagent is die de dubbelagent moet ontmaskeren.
In Orly liggen de mannen van Toulouse op de loer om een onbekende te kiezen. De keuze valt op François Perrin, een violist die terugkeert naar Parijs en er achteloos uitziet. Perrin wordt heel discreet geëscorteerd. Milan heeft het gebeuren geobserveerd en duidt een team spionnen aan om Perrin te schaduwen. Perrin blijkt een zonderlinge en onvoorspelbare kerel te zijn, die blond is. Vanwege een practical joke draagt hij in het tijdsbestek van het filmverhaal één rood-bruine en één zwarte schoen. Naar hem verwijst de titel (in het Nederlands: De Grote Blonde met een zwarte schoen).

## Haute-couturejurk
Actrice Mireille Darc speelt een scène in een zwarte haute-couturejurk, ontworpen door Guy Laroche. Een jurk met een laag uitgesneden rug. Deze opnamen gingen de hele wereld over, en de jurk behoort thans tot de collectie van het Parijse museum het Louvre.

## Rolverdeling
| Acteur          | Personage                                                           |
| --------------- | ------------------------------------------------------------------- |
| Pierre Richard  | François Perrin, eerste violist                                     |
| Bernard Blier   | kolonel Bernard Milan, adjunct-chef van de geheime diensten         |
| Jean Rochefort  | kolonel Louis-Marie-Alphonse Toulouse, chef van de geheime diensten |
| Mireille Darc   | Christine, een agent van Milan                                      |
| Jean Carmet     | Maurice Lefebvre, de beste vriend van Perrin                        |
| Paul Le Person  | Perrache, adjunct van Toulouse                                      |
| Colette Castel  | Paulette Lefebvre, de vrouw van Maurice en minnares van Perrin      |
| Jean Saudray    | Poucet, een agent van Toulouse                                      |
| Maurice Barrier | Chaperon, een agent van Toulouse                                    |
| Jean Obé        | Botrel, een agent van Milan                                         |
| Robert Castel   | Georghiu, een agent van Milan                                       |
| Tania Balachova | de moeder van Toulouse                                              |
| Robert Dalban   | de valse bloemist                                                   |